# Tipula brolemanniana
Tipula brolemanniana är en tvåvingeart som beskrevs av Alexander 1968. Tipula brolemanniana ingår i släktet Tipula och familjen storharkrankar. Inga underarter finns listade i Catalogue of Life.